# Rudolf Suchánek
Rudolf Suchánek (* 27. ledna 1962, České Budějovice) je bývalý český hokejový obránce a nyní se věnuje v ledním hokeji trenérské práci. Má manželku Libuši a syna Rudolfa, který hraje lední hokej za HC David Servis České Budějovice.

## Hráčská kariéra
S hokejem začínal v mládežnických a juniorských výběrech Českých Budějovic. Před sezónou 1980/81 odešel na vojnu do B-týmu Dukly Jihlava, v průběhu této sezóny pak do VTJ Mělník, kde strávil i sezónu další. V letech 1982 - 1990 nastupoval opět za České Budějovice, poté odešel zkusit štěstí do Itálie, kde hrál za HC Val Gardena a HC Glöden. Po dvou sezónách se vrátil do České republiky a v sezónách 1992/1993 a 1993/1994 oblékal dres HC Vajgar Jindřichův Hradec. V roce 1994 se vrátil do Českých Budějovic, kde nastupoval až do podzimu 2003, kdy ve svých 41 letech ukončil aktivní vrcholovou kariéru a odešel hrát za HC ZVVZ Milevsko, kde posléze hráčskou kariéru ukončil nadobro a stal se trenérem.
Dne 20. listopadu 2002 dosáhl jako druhý v historii počtu 800 zápasů v československé a české nejvyšší hokejové soutěži (pět dnů po Ivanu Vlčkovi). Když sehrál svůj 820. ligový zápas (23. ledna 2003), vystřídal Ivana Vlčka v roli rekordmana. Celkem nastoupil k 846 utkáním, což bylo nejvíce až do 12. prosince 2004, kdy jej předstihl Ladislav Lubina. Před sezónou 2008/09 figuroval Suchánek na 4. místě a před sezónou 2009/10 na 7. místě historických tabulek.

### Reprezentace
Rudolf Suchánek v seniorské reprezentaci nastoupil celkem k 43 utkáním a vstřelil v nich 3 branky. Byl účastníkem zimních olympijských her v Calgary v roce 1988, kde Československo obsadilo 6. místo. Byl posledním hokejistou, který na mezinárodní scéně vstřelil gól slavnému ruskému brankáři Vladislavu Treťjakovi.

## Trenérská kariéra
Když v závěru sezóny 2004/2005 v HC ZVVZ Milevsko ukončil aktivní hráčskou kariéru, stal se v následující sezóně v témže klubu trenérem. HC ZVVZ Milevsko trénoval 4 sezóny a v té poslední jej dovedl až do kvalifikace o 1. ligu. V květnu 2009 se stal trenérem IHC Písek a postoupil s ním do 1. ligy. V 1. lize se však Písku příliš nedařilo – po 19 kolech mu s 16 body patřilo poslední místo. Dne 17. listopadu 2010 byl Suchánek po domácí porážce s Hradcem Králové 0:4 odvolán.
Trenérská bilance R. Suchánka:
- 2005/2006 - HC ZVVZ Milevsko (2. NHL): 8. místo ve sk. Střed, 1. kolo play-off
- 2006/2007 - HC ZVVZ Milevsko (2. NHL): 5. místo ve sk. Střed, 1. kolo play-off
- 2007/2008 - HC ZVVZ Milevsko (2. NHL): 4. místo ve sk. Střed, 3. kolo play-off
- 2008/2009 - HC ZVVZ Milevsko (2. NHL): 2. místo ve sk. Západ, kvalifikace o 1. ligu
- 2009/2010 - IHC Písek (2. NHL): 1. místo ve sk. Střed, postup do 1. ligy
- 2010/2011 - IHC Písek (1. liga): odvolán po 19. kole (16. místo)